# 塔魯斯瓦查南山
9°17′18″S 77°17′33″W / 9.28833°S 77.29250°W

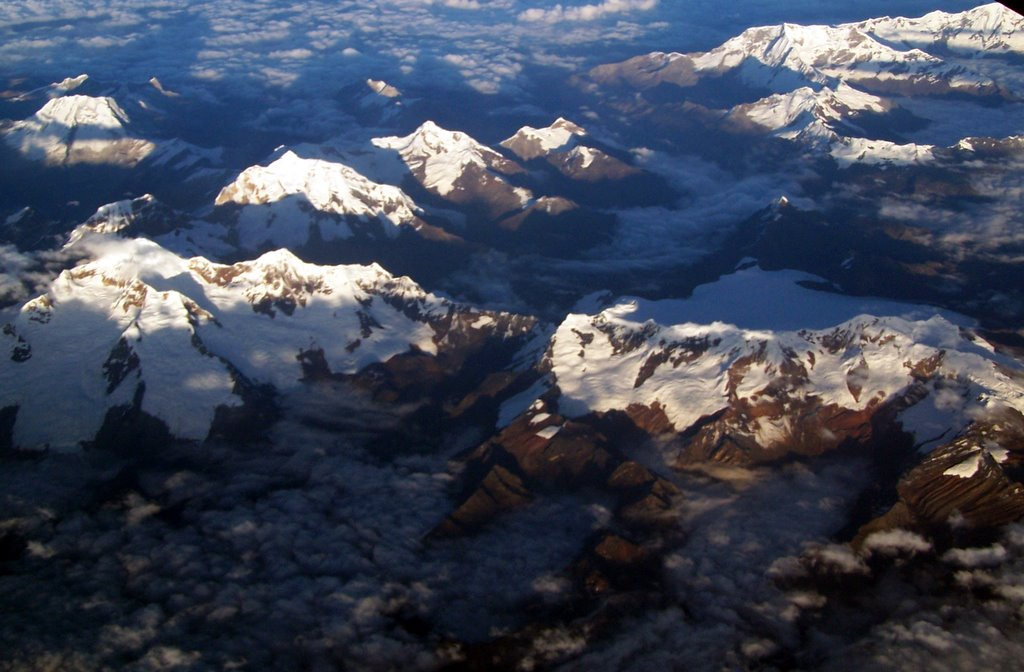

塔魯斯瓦查南山（Tarush Huachanan），是秘魯的山峰，位於該國北部安卡什大區，由查卡斯區和瓦里區負責管轄，屬於布蘭卡山脈的一部分，海拔高度5,205米。